# Рюккерсдорф (Тюрингія)
Рюккерсдорф (нім. Rückersdorf) — громада в Німеччині, розташована в землі Тюрингія. Входить до складу району Грайц. Складова частина об'єднання громад Вюншендорф/Ельстер.
Площа — 12,47 км2. Населення становить 689 ос. (станом на 31 грудня 2021).

## Галерея

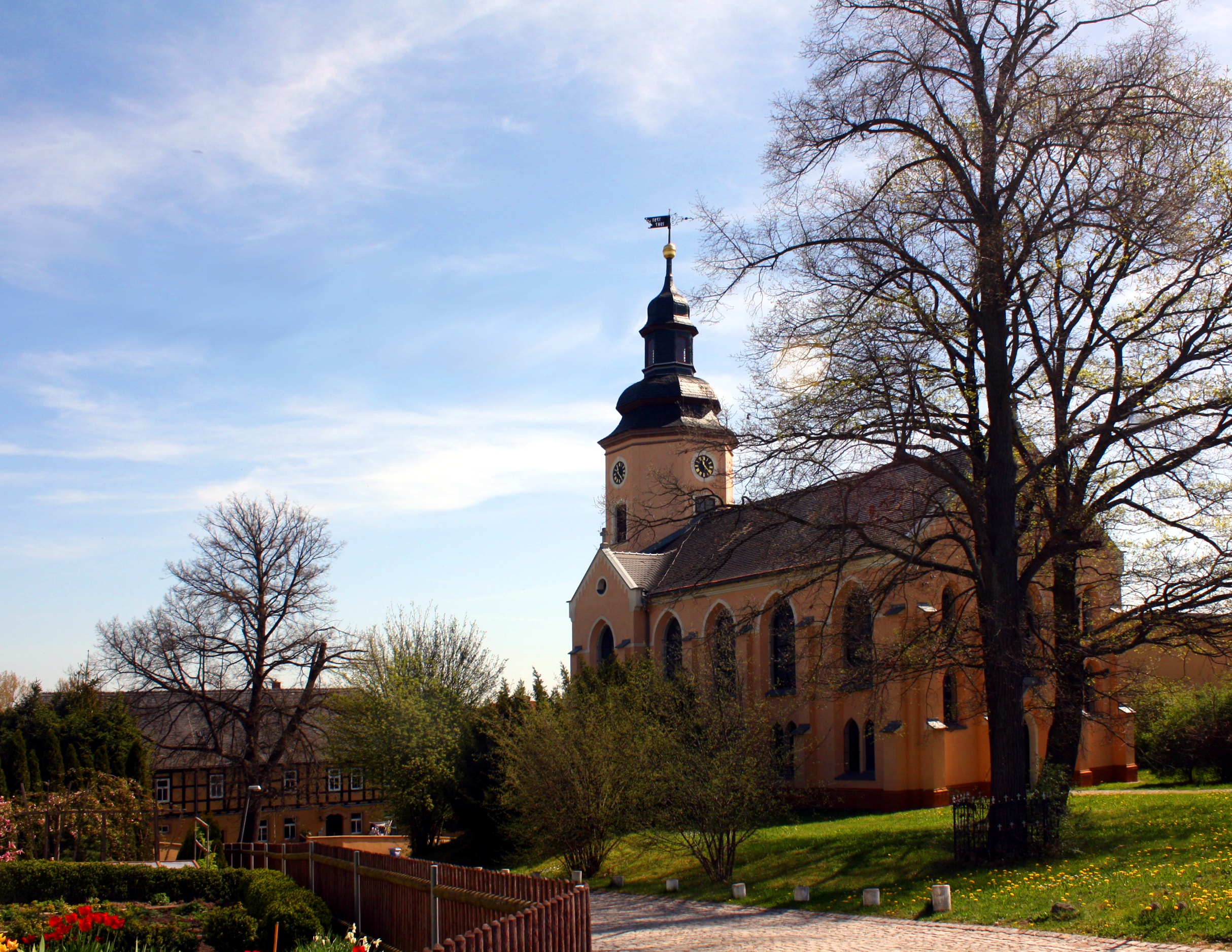
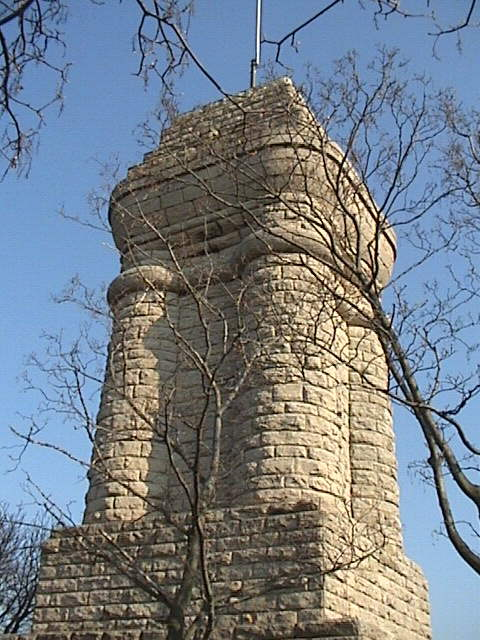